# Нафтохімічний завод (Шазанд)
Нафтохімічний завод (перс. پتروشيمي) — село в Ірані, у дегестані Поль-е Доаб, у бахші Заліян, шагрестані Шазанд остану Марказі. За даними перепису 2006 року, його населення становило 42 особи, що проживали у складі 12 сімей.

## Клімат
Середня річна температура становить 25,33 °C, середня максимальна – 43,85 °C, а середня мінімальна – 3,57 °C. Середня річна кількість опадів – 171 мм.
| Клімат поселення                              | Клімат поселення | Клімат поселення | Клімат поселення | Клімат поселення | Клімат поселення | Клімат поселення | Клімат поселення | Клімат поселення | Клімат поселення | Клімат поселення | Клімат поселення | Клімат поселення | Клімат поселення |
| Показник                                      | Січ.             | Лют.             | Бер.             | Квіт.            | Трав.            | Черв.            | Лип.             | Серп.            | Вер.             | Жовт.            | Лист.            | Груд.            |                  |
| Середній максимум, °C                         | 21,11            | 23,32            | 27,60            | 33,93            | 39,94            | 43,85            | 43,63            | 42,92            | 39,85            | 34,07            | 26,91            | 21,00            |                  |
| Середня температура, °C                       | 12,34            | 14,54            | 18,84            | 25,18            | 31,18            | 35,08            | 36,70            | 36,00            | 32,92            | 27,12            | 20,00            | 14,08            |                  |
| Середній мінімум, °C                          | 3,57             | 5,77             | 10,06            | 16,38            | 22,38            | 26,32            | 29,77            | 29,06            | 26,00            | 20,21            | 13,06            | 7,16             |                  |
| Норма опадів, мм                              | 39               | 23               | 25               | 14               | 4                | 0                | 0                | 0                | 0                | 5                | 23               | 38               |                  |
| Середньомісячна швидкість вітру, м/с          | 2.71             | 2.98             | 3.43             | 3.31             | 3.41             | 4.17             | 3.97             | 3.72             | 3.18             | 2.61             | 2.68             | 2.54             |                  |
| Середньомісячна сонячна радіація, кДж/м²·день | 11695            | 14797            | 17819            | 20455            | 23473            | 25601            | 25107            | 24190            | 21716            | 17459            | 12947            | 10936            |                  |
| --------------------------------------------- | ---------------- | ---------------- | ---------------- | ---------------- | ---------------- | ---------------- | ---------------- | ---------------- | ---------------- | ---------------- | ---------------- | ---------------- | ---------------- |
| Джерело:                                      |                  |                  |                  |                  |                  |                  |                  |                  |                  |                  |                  |                  |                  |